# Wildlife Action Group

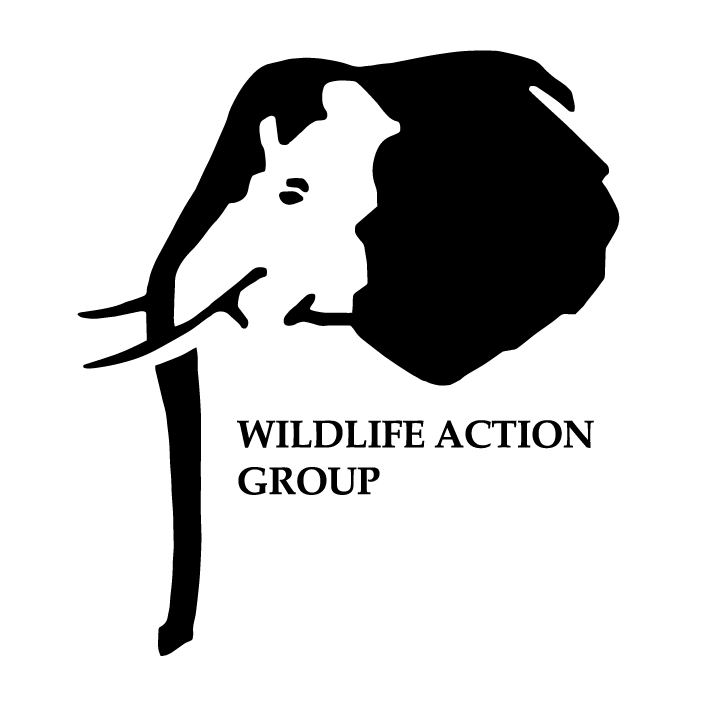
Logo der Wildlife Action Group

Die Wildlife Action Group ist eine 1994 in Malawi gegründete Naturschutzorganisation. Sie setzt sich ein für Natur-, Tier-, Landschafts-, Umwelt- und Ressourcenschutz und die Verbesserung der Lebensbedingungen der Menschen, die in und um schutzbedürftige Natur-Areale in Afrika leben.
Seit der Gründung ist die Organisation an vielen Projekten staatlicher und nichtstaatlicher Organisationen beratend oder ausführend tätig.
1996 startete die Wildlife Action Group mit der Malawischen Forstbehörde ein im Ansatz neues Schutz- und Rehabilitationsprogramm im über 19.000 ha großen Thuma-Waldreservat, vorrangig mit dem Ziel des Schutzes der letzten Elefanten und ihres Lebensraumes in diesem Teil des afrikanischen Grabenbruchs.
1998 etablierte die Wildlife Action Group ein Wildtier-Waisenhaus und führte Wiederauswilderungsmaßnahmen für ehemalige Zoo- und Wildtiere, die in Gefangenschaft aufwuchsen oder gehalten wurden, erfolgreich durch. 2002 erfolgten Planung und Aufbau eines Flusspferd-Schutzprojekts als einkommenschaffende Maßnahme am Malawisee.
Im Fokus aller Projektmaßnahmen sind dabei vor allem einkommensschaffende Maßnahmen und die Schaffung von Arbeitsplätzen für die lokale ländliche Bevölkerung um die Projektgebiete.
2007 wurde die Wildlife Action Group International e.V. ins Leben gerufen, die ihren Sitz in Deutschland hat und Projekte in Entwicklungsländern, mit Fokus Afrika, plant, leitet sowie fachlich berät und finanziell unterstützt.